# Allen Adham
Allen Adham est un homme d’affaires américain. En 1991, il fut, avec Michael Morhaime et Frank Pearce, l’un des trois cofondateurs de Silicon & Synapse une compagnie de jeux vidéo qui devint plus tard Blizzard Entertainment.
En 2004, il annonce son départ de Blizzard.